# The Girl on the Bus
«The Girl on the Bus» (укр. «Дівчинка в автобусі») — дванадцята серія тридцятого сезону мультсеріалу «Сімпсони», прем'єра якої відбулась 13 січня 2019 року у США на телеканалі «Fox».

## Сюжет
Новини «6 каналу» починаються історією міста про створення і розвиток Спрінґфілда, яка приводить до шкільного автобуса, на якому Ліса і Барт щодня їздять до школи. В автобусі Ліса бажає, щоб у неї був близький друг. Через вікно вона помічає дівчинку, яка сидить на ґанку будинку і грає на кларнеті.
Наступного дня не терпить хаос, викликаний дітьми. Вона просить Отто зупинити автобус, і він висадити її. Вона знаходить будинок дівчинки і через вікно будинку помічає, як вона плаче. Ліса знайомиться з дівчиною, яку звуть Сем Монро, і виявляє, що у них багато спільного.
Батьки Сем запрошують Лісу на вечерю, на якій запитують її про її сім'ю. Аби не розкрити свою незручну сім'ю, Ліса бреше, кажучи, що її тато, Гомер, — скульптор; мама, Мардж, — хімік; молодша сестра, Меґґі, — професорка, а Барта зовсім не існує. Сім'я Монро хотіли б зустрітися із сім'єю Ліси, але потім розповідають, що вони повинні переїхати…
Коли батько Сем відвозить Лісу додому, вона просить Неда Фландерса прикинутися, що він — її батько.
Незабаром, сім'я Сем оголошує, що вони не переїжджають. Аби не допустити, щоб її брехня викрили, Ліса знову бреше, що її батьки їдуть… в Литву. Потім вона починає коротке подвійне життя з сім'єю Монро і її власною (з ранку до вечора вдома, а з вечора до ранку — з Монро).
Через деякий час Мардж ловить її. Мардж змушує Лісу не соромитись і запросити сім'ю Сем на вечерю, однак, водночас і каже Гомеру поводитися як слід.
За обіднім столом Гомер використовує підказки, які Мардж дала йому, щоб поговорити, але потім, коли батько Сем запитує Гомера про його життя, Ліса, нарешті, визнає, що збрехала про свою сім'ю. Як не дивно, але сім’'я Сем не засмутилася, тому що вони самі брехали про себе, щоб справити враження на Лісу (хоча і про незначні речі). Потім Барт запрошує всіх потусуватися у своїй відремонтованій кімнаті, над якою він таємно працював, поки всі були зосереджені на Лісі.
У фінальній сцені показано, як згодом кімната Барта стає хітом. Там відбувається тусовка всіх, крім Гомера і Мардж. Призначений Бартом Нельсон Мюнц дійсно впускає… але тільки Мардж.

## Культурні відсилання і цікаві факти
- У сцені на дивані бере участь Танос, лиходій із всесвіту Marvel[1]
- Листуючись з Лісою Гомер використовує Інтернет-мем з самим собою із серії «Homer Loves Flanders»[2][3]
- Перед фінальною сценою на екрані з'являється картка з написом «Restez à l’écoute pour le Bob's Burgers» (укр. «Далі будуть «Бургери Боба»»). Мультсеріал «Бургери Боба» (англ. Bob's Burgers) виходив на каналі «Fox» одразу після «Сімпсонів».

## Ставлення критиків і глядачів
Під час прем'єри серію переглянули 8,2 млн осіб з рейтингом 3.2, що зробило її найпопулярнішим шоу на каналі «Fox» тієї ночі і 30 сезону загалом.
Денніс Перкінс з «The A.V. Club» дав серії оцінку D+, сказавши, що «коли є данина у написанні чудових історій про Лісу, і Ви погано це робите, невдача стає набагато більш очевидною».
Водночас, Тоні Сокол з «Den of Geek» дав серії три з половиною з п'яти зірок, сказавши, що «це хороша серія, яка і мала б бути трохи поганою».
Згідно з голосуванням на сайті The NoHomers Club більшість фанатів оцінили серію на 3/5 із середньою оцінкою 2,98/5.